# Ade (voornaam)
Ade is een Germaanse eigennaam die vooral in Friesland en Groningen voorkomt.
Mannelijke vormen zijn Aat, Aatje, Adde (F), Addik (F), Addike (F), Addo (G), Addy, Adel (F), Adik (F), Ado (G), Adsje, Aede, Aet, Aetse, At (F), Ate, Atje, Atke (F), Ato (G), Atse , Atte (F), Attje (G), Atzema (F), Atzo (G), Azzing (G), Eade, Eadge, Eadse, Eadsge, Eate en Eatse
Vrouwelijke vormen zijn: Aatje, Aatske, Ada (F), Adalina, Adaline, Addy, Adi, Adik, Adine, Aed, Aedske, Aetke, Aetsje, Aetske, At (F), Atie (G), Atina, Atke (F), Atsje, Atske (F), Attie, Atte, Attelina, Atze, Eadeltsje, Eatsje en Eatske.
Blijkens oude plaatsnamen was de naam in de oude tijd ook buiten Friesland en Groningen verbreid: Edingen in Belgisch Henegouwen, uit Adenghem. De vleinaam Addi(c)k kwam tot in de 14e eeuw ook in Noord-Holland voor. Vormen met ae en ea zijn meestal Fries. In het algemeen zijn de namen verkortingen van Germaanse namen met in het eerste lid de stam adel (Adelbertus) of Ad (Adulfus).
Ade wordt ook gebruikt bij naamdragers die in Indonesië zijn geboren. Adé of Adik (Maleis) heeft de betekenis jongere broer of zuster. In Afrika komt de naam Ade voor in de betekenis van kroon of koninklijk.[

## Bekende naamdrager
- Ade Fijth (26 juli 1947) - voormalig Nederlandse honkballer.
- Atje Keulen-Deelstra, schaatser